# Fort Perrot
 (novembre 2023).
Si vous disposez d'ouvrages ou d'articles de référence ou si vous connaissez des sites web de qualité traitant du thème abordé ici, merci de compléter l'article en donnant les références utiles à sa vérifiabilité et en les liant à la section « Notes et références ».
Le fort Perrot est un poste de traite fortifié édifié en 1685 par l'explorateur Nicolas Perrot sur la rive du lac Pépin à la limite des États du Wisconsin et du Minnesota aux États-Unis.
À l'automne de 1685, Nicolas Perrot et ses compagnons arrivèrent à la montagne Trempealeau en canoë. Ils construisirent un habitat pour se protéger pour l'hiver, qu'ils nommèrent fort Perrot en l'honneur de leur chef d'expédition. Ce fort était situé sur la rive occidentale du lac Pépin. Plusieurs semaines auparavant, Perrot et ses hommes avaient quitté La Baye et traversé le Wisconsin au travers les rivières Renard et Wisconsin, pour se rendre dans la vallée du Mississippi. Le but de cette mission était d'établir des alliances avec les tribus Ioway et Dakota, pour promouvoir les échanges de fourrures dans la région. Bien que l'aventure de Perrot n'était pas la première dans les hautes régions du Mississippi, son établissement d'un fort fut le premier dans la région.
L'année suivante, en 1686, Nicolas Perrot et son groupe de trappeurs fondèrent un nouveau fort, mieux situé sur la rive orientale du lac Pépin, le fort Saint-Antoine.
Le fort Perrot ne fut occupé, par la suite, d'une façon occasionnelle, par les nombreux trappeurs et coureurs des bois canadiens qui chassaient dans ce vaste territoire.
En 1731, René Godefroy, sieur de Linctot, édifia, près de l'ancien poste de traite de Nicolas Perrot un nouveau poste fortifié, le fort Trempealeau.